# Scotopteryx nevadina
Scotopteryx nevadina là một loài bướm đêm trong họ Geometridae.